# イェニセイ碑文

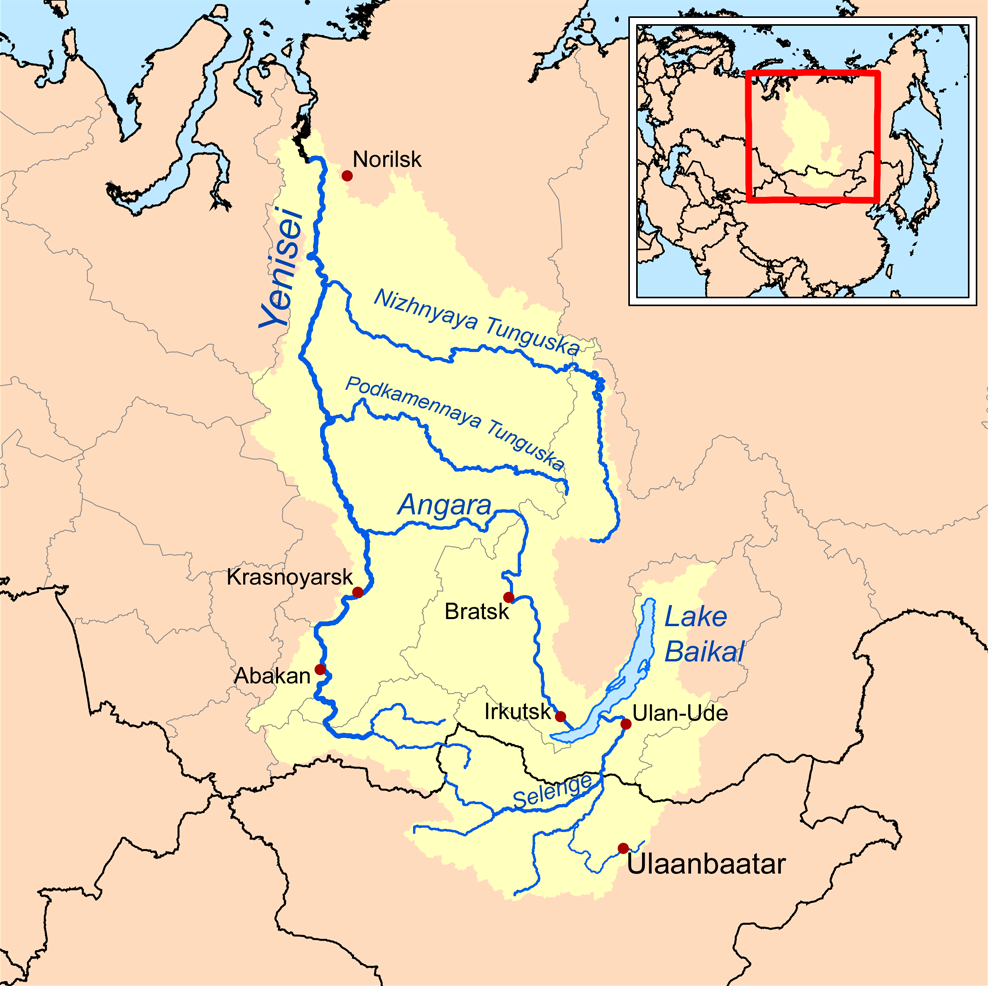
イェニセイ川流域

イェニセイ碑文（イェニセイひぶん、英語：Yenisei inscriptions）は、ロシア連邦のイェニセイ川上流域を中心に点在する古代キルギス（イェニセイ・キルギス）が残した碑文（碑銘、銘文）群。古代テュルク語／突厥文字（トルコ・ルーン文字）で書かれており、これまでに158もの碑文（碑銘、銘文）が発見されている。

## 研究史
ワシリエフ(Д.Д.Васильев)は1983年に、ラドロフ(W.W.Radloff)，オルクン(H.N.Orkun)，マロフ(С.Е.Малов)による先行研究をまとめつつ、それまでに発見されていたイェニセイ碑銘を計145個収録し、新たな通し番号を振り、一部の写真と共に全部の筆写・翻字を公刊した。

## 作成年代
イェニセイ碑文は内容が短く、主に被葬者の名前，称号，年齢，生涯の活躍などを記述し、その内容には紀年を直接指し示す記述がないのが通例であり、その作成年代を確定するのは極めて困難である。しかし、語彙の特徴や、氏族標識であるタムガなどを通じて推定可能な場合もある。例えば『E11碑銘』はその内容から894年～925年の間、『E59碑銘』はタムガの様式から考えて10世紀初頭～10世紀末と考えられる。

## 碑文の通し番号と名称
- E1碑銘（『Uyk-Tarlaq』）
- E2碑銘（『Uyk-Arjan』）
- E3碑銘（『Uyk-Turan』）
- E4碑銘（『Ottuq Dash I 』）
- E5碑銘（『Baryk I 』）
- E6碑銘（『Baryk II 』）
- E7碑銘（『Baryk III 』）
- E8碑銘（『Baryk IV 』）
- E9碑銘（『Qara-sug』）
- E10碑銘（『Yelegest I 』）
- E11碑銘（『Begre』）
- E12碑銘（『Aldyi-Bel I 』）
- E13碑銘（『Chaa-khol I 』）
- E14碑銘（『Chaa-Hol II 』）
- E15碑銘（『Chaa-Hol III 』）
- E16碑銘（『Chaa-Hol IV 』）
- E17碑銘（『Chaa-Hol V 』）
- E18碑銘（『Chaa-Hol VI 』）
- E19碑銘（『Chaa-Hol VII 』）
- E20碑銘（『Chaa-Hol VIII 』）
- E21碑銘（『Chaa-Hol IX 』）
- E22碑銘（『Chaa-Hol X 』）
- E23碑銘（『Chaa-Hol XI 』）
- E24碑銘（『Inscriptions on Khaya-Uju rocks 』）
- E25碑銘（『Oznachennoe』）
- E28碑銘（『Ochury Аchury』）
- E27碑銘（『Oya』）
- E28碑銘（『Altyn-kol』）
- E29碑銘（『Altyn-Kol』）
- E30碑銘（『Uybat I 』）
- E31碑銘（『Uybat II 』）
- E32碑銘（『Uybat III』）
- E33碑銘（『Uybat-IV 』）
- E34碑銘（『Uybat-V』）
- E35碑銘（『Tuba I 』）
- E36碑銘（『Tuba II』）
- E37碑銘（『Tes』）
- E38碑銘（『Ak-Yus』）
- E39碑銘（『Kara-Yus』）
- E40碑銘（『Tasheba』）
- E41碑銘（『Kemchik-Chigrak』）
- E42碑銘（『Buy-bulun I 』）
- E43碑銘（『Kyzyl-Chiraa I』）
- E44碑銘（『Kyzyl-Chiraa II』）
- E45碑銘（『Kezheelig-Hovu』）
- E46碑銘（『Tele』）
- E48碑銘（『Abakan』）
- E49碑銘（『Buy-bulun II』）
- E50碑銘（『Tuva stele «Б» inscriptions』）
- E51碑銘（『Tyva III』）
- E52碑銘（『Elegest II』）
- E53碑銘（『Elegest III』）
- E54碑銘（『Ottuq Dash III』）
- E55碑銘（『Tuvian stele "G"』）
- E56碑銘（『Malinovka』）
- E57碑銘（『Suygyn』）
- E58碑銘（『Kezek-Hure』）
- E59碑銘（『Kerbis-bary』）
- E60碑銘（『Sargal Aqsy』）
- E61碑銘（『Sulug-adir-aqsy』）
- E62碑銘（『Qanymildyq-qoby』）
- E63碑銘（『Ortaa-Hem』）
- E64碑銘（『Ottuq Dash II』）
- E65碑銘（『Qara-bulun I』）
- E66碑銘（『Qara-bulun II』）
- E67碑銘（『Qara-bulun III』）
- E68碑銘（『El-Bazhy』）
- E69碑銘（『Cher-Charyk』）
- E70碑銘（『Elegest IV Eer Hol』）
- E71碑銘（『Podkuninskoe』）
- E72碑銘（『Aldyy-Bel II』）
- E73碑銘（『Yime』）
- E74碑銘（『Samagaltai』）
- E75碑銘（『Kuten-Buluk』）
- E76碑銘（『Mirror I』）
- E77碑銘（『Inscription on Chinese mirror』）
- E78碑銘（『Inscription on Chinese copper coin』）
- E79碑銘（『Inscription on Chinese copper coin』）
- E80碑銘（『Bronze Plaque』）
- E81碑銘（『Golden Vessel I』）
- E82碑銘（『Golden Vessel II』）
- E83碑銘（『Uybat VII』）
- E84碑銘（『Mirror III』）
- E85碑銘（『Mirror IV』）
- E86碑銘（『Amulet Signs』）
- E87碑銘（『Text on a Spindle』）
- E88碑銘（『Text on an Amulet』）
- E89碑銘（『Ovur-I』）
- E90碑銘（『Ovur-I』）
- E91碑銘（『Bedelig』）
- E92碑銘（『Demir-Sug』）
- E93碑銘（『Yur-Sayur I inscriptions』）
- E98碑銘（『Uybat VI』）
- E99碑銘（『Ortaa-Tey』）
- E100碑銘（『Bayan-Qol』）
- E102碑銘（『Arjan II inscriptions』）
- E103碑銘（『Arjan II inscriptions』）
- E104碑銘（『Oznachennoe II』）
- E105碑銘（『A Stele from Kyzyl Museum』）
- E108碑銘（『Uyk Oorzaq I』）
- E109碑銘（『Uyk Oorzaq II』）
- E110碑銘（『Uyk Oorzaq III』）
- E147碑銘（『Yerbek I』）
- E149碑銘（『Yerbek II』）
- E152碑銘（『Shanchy 3』）